# Trie-la-Ville
Trie-la-Ville és un municipi francès, situat al departament de l'Oise i a la regió dels Alts de França. L'any 2007 tenia 335 habitants.

## Demografia

### Població
El 2007 la població de fet de Trie-la-Ville era de 335 persones. Hi havia 126 famílies de les quals 20 eren unipersonals (4 homes vivint sols i 16 dones vivint soles), 51 parelles sense fills, 51 parelles amb fills i 4 famílies monoparentals amb fills.
La població ha evolucionat segons el següent gràfic:
Habitants censats

### Habitatges
El 2007 hi havia 153 habitatges, 131 eren l'habitatge principal de la família, 20 eren segones residències i 2 estaven desocupats. Tots els 146 habitatges eren cases. Dels 131 habitatges principals, 112 estaven ocupats pels seus propietaris, 15 estaven llogats i ocupats pels llogaters i 4 estaven cedits a títol gratuït; 2 tenien dues cambres, 20 en tenien tres, 39 en tenien quatre i 70 en tenien cinc o més. 103 habitatges disposaven pel capbaix d'una plaça de pàrquing. A 55 habitatges hi havia un automòbil i a 66 n'hi havia dos o més.

### Piràmide de població
La piràmide de població per edats i sexe el 2009 era:
| Homes | Edats   | Dones |
| ----- | ------- | ----- |
| 0     | 95 o +  | 0     |
| 0     | 90 a 94 | 0     |
| 0     | 85 a 89 | 0     |
| 0     | 80 a 84 | 0     |
| 4     | 75 a 79 | 8     |
| 0     | 70 a 74 | 0     |
| 4     | 65 a 69 | 4     |
| 16    | 60 a 64 | 8     |
| 0     | 55 a 59 | 12    |
| 12    | 50 a 54 | 8     |
| 20    | 45 a 49 | 16    |
| 24    | 40 a 44 | 36    |
| 4     | 35 a 39 | 8     |
| 20    | 30 a 34 | 4     |
| 4     | 25 a 29 | 8     |
| 12    | 20 a 24 | 8     |
| 12    | 15 a 19 | 32    |
| 20    | 10 a 14 | 28    |
| 8     | 5 a 9   | 12    |
| 4     | 0 a 4   | 4     |

## Economia
El 2007 la població en edat de treballar era de 235 persones, 165 eren actives i 70 eren inactives. De les 165 persones actives 150 estaven ocupades (86 homes i 64 dones) i 15 estaven aturades (7 homes i 8 dones). De les 70 persones inactives 23 estaven jubilades, 19 estaven estudiant i 28 estaven classificades com a «altres inactius».

### Ingressos
El 2009 a Trie-la-Ville hi havia 128 unitats fiscals que integraven 326 persones, la mediana anual d'ingressos fiscals per persona era de 19.789 €.

### Activitats econòmiques
Dels 5 establiments que hi havia el 2007, 1 era d'una empresa de fabricació d'altres productes industrials, 2 d'empreses de construcció, 1 d'una empresa de comerç i reparació d'automòbils i 1 d'una empresa financera.
Dels 2 establiments de servei als particulars que hi havia el 2009, 1 era un paleta i 1 guixaire pintor.
L'any 2000 a Trie-la-Ville hi havia 3 explotacions agrícoles que ocupaven un total de 603 hectàrees.

## Equipaments sanitaris i escolars
El 2009 hi havia una escola elemental integrada dins d'un grup escolar amb les comunes properes formant una escola dispersa.

## Poblacions més properes
El següent diagrama mostra les poblacions més properes.